# Desperate Housewives/Staffel 2
Dieser Artikel enthält alle Episoden der zweiten Staffel der US-amerikanischen Dramedy-Serie Desperate Housewives, sortiert nach der US-amerikanischen Erstausstrahlung. Sie wurden vom 25. September 2005 bis zum 21. Mai 2006 auf dem US-amerikanischen Sender ABC gesendet. Die deutschsprachige Erstausstrahlung erfolgte vom 12. Februar bis zum 8. August 2006 beim Sender Premiere.

## Folgenleiste
| Folgenleiste der Figuren aus Desperate Housewives | Folgenleiste der Figuren aus Desperate Housewives | Folgenleiste der Figuren aus Desperate Housewives | Folgenleiste der Figuren aus Desperate Housewives | Folgenleiste der Figuren aus Desperate Housewives | Folgenleiste der Figuren aus Desperate Housewives | Folgenleiste der Figuren aus Desperate Housewives | Folgenleiste der Figuren aus Desperate Housewives | Folgenleiste der Figuren aus Desperate Housewives | Folgenleiste der Figuren aus Desperate Housewives | Folgenleiste der Figuren aus Desperate Housewives | Folgenleiste der Figuren aus Desperate Housewives | Folgenleiste der Figuren aus Desperate Housewives | Folgenleiste der Figuren aus Desperate Housewives | Folgenleiste der Figuren aus Desperate Housewives | Folgenleiste der Figuren aus Desperate Housewives | Folgenleiste der Figuren aus Desperate Housewives | Folgenleiste der Figuren aus Desperate Housewives | Folgenleiste der Figuren aus Desperate Housewives | Folgenleiste der Figuren aus Desperate Housewives | Folgenleiste der Figuren aus Desperate Housewives | Folgenleiste der Figuren aus Desperate Housewives | Folgenleiste der Figuren aus Desperate Housewives | Folgenleiste der Figuren aus Desperate Housewives | Folgenleiste der Figuren aus Desperate Housewives | Folgenleiste der Figuren aus Desperate Housewives | Folgenleiste der Figuren aus Desperate Housewives |
| Staffel 2                                         | Staffel 2                                         | Staffel 2                                         | Staffel 2                                         | Staffel 2                                         | Staffel 2                                         | Staffel 2                                         | Staffel 2                                         | Staffel 2                                         | Staffel 2                                         | Staffel 2                                         | Staffel 2                                         | Staffel 2                                         | Staffel 2                                         | Staffel 2                                         | Staffel 2                                         | Staffel 2                                         | Staffel 2                                         | Staffel 2                                         | Staffel 2                                         | Staffel 2                                         | Staffel 2                                         | Staffel 2                                         | Staffel 2                                         | Staffel 2                                         | Staffel 2                                         | Staffel 2                                         |
| Figur                                             | Darsteller                                        | 1 (24)                                            | 2 (25)                                            | 3 (26)                                            | 4 (27)                                            | 5 (28)                                            | 6 (29)                                            | 7 (30)                                            | 8 (31)                                            | 9 (32)                                            | 10 (33)                                           | 11 (34)                                           | 12 (35)                                           | 13 (36)                                           | 14 (37)                                           | 15 (38)                                           | 16 (39)                                           | 17 (40)                                           | 18 (41)                                           | 19 (42)                                           | 20 (43)                                           | 21 (44)                                           | 22 (45)                                           | 23 (46)                                           | 24 (47)                                           | Gesamt                                            |
| Hauptrollen                                       | Hauptrollen                                       | Hauptrollen                                       | Hauptrollen                                       | Hauptrollen                                       | Hauptrollen                                       | Hauptrollen                                       | Hauptrollen                                       | Hauptrollen                                       | Hauptrollen                                       | Hauptrollen                                       | Hauptrollen                                       | Hauptrollen                                       | Hauptrollen                                       | Hauptrollen                                       | Hauptrollen                                       | Hauptrollen                                       | Hauptrollen                                       | Hauptrollen                                       | Hauptrollen                                       | Hauptrollen                                       | Hauptrollen                                       | Hauptrollen                                       | Hauptrollen                                       | Hauptrollen                                       | Hauptrollen                                       | Hauptrollen                                       |
| ------------------------------------------------- | ------------------------------------------------- | ------------------------------------------------- | ------------------------------------------------- | ------------------------------------------------- | ------------------------------------------------- | ------------------------------------------------- | ------------------------------------------------- | ------------------------------------------------- | ------------------------------------------------- | ------------------------------------------------- | ------------------------------------------------- | ------------------------------------------------- | ------------------------------------------------- | ------------------------------------------------- | ------------------------------------------------- | ------------------------------------------------- | ------------------------------------------------- | ------------------------------------------------- | ------------------------------------------------- | ------------------------------------------------- | ------------------------------------------------- | ------------------------------------------------- | ------------------------------------------------- | ------------------------------------------------- | ------------------------------------------------- | ------------------------------------------------- |
| Susan Mayer                                       | Teri Hatcher                                      |                                                   |                                                   |                                                   |                                                   |                                                   |                                                   |                                                   |                                                   |                                                   |                                                   |                                                   |                                                   |                                                   |                                                   |                                                   |                                                   |                                                   |                                                   |                                                   |                                                   |                                                   |                                                   |                                                   |                                                   | 24                                                |
| Lynette Scavo                                     | Felicity Huffman                                  |                                                   |                                                   |                                                   |                                                   |                                                   |                                                   |                                                   |                                                   |                                                   |                                                   |                                                   |                                                   |                                                   |                                                   |                                                   |                                                   |                                                   |                                                   |                                                   |                                                   |                                                   |                                                   |                                                   |                                                   | 24                                                |
| Bree van de Kamp                                  | Marcia Cross                                      |                                                   |                                                   |                                                   |                                                   |                                                   |                                                   |                                                   |                                                   |                                                   |                                                   |                                                   |                                                   |                                                   |                                                   |                                                   |                                                   |                                                   |                                                   |                                                   |                                                   |                                                   |                                                   |                                                   |                                                   | 24                                                |
| Gabrielle Solis                                   | Eva Longoria                                      |                                                   |                                                   |                                                   |                                                   |                                                   |                                                   |                                                   |                                                   |                                                   |                                                   |                                                   |                                                   |                                                   |                                                   |                                                   |                                                   |                                                   |                                                   |                                                   |                                                   |                                                   |                                                   |                                                   |                                                   | 24                                                |
| Edie Britt                                        | Nicollette Sheridan                               |                                                   |                                                   |                                                   |                                                   |                                                   |                                                   |                                                   |                                                   |                                                   |                                                   |                                                   |                                                   |                                                   |                                                   |                                                   |                                                   |                                                   |                                                   |                                                   |                                                   |                                                   |                                                   |                                                   |                                                   | 18                                                |
| Betty Applewhite                                  | Alfre Woodard                                     |                                                   |                                                   |                                                   |                                                   |                                                   |                                                   |                                                   |                                                   |                                                   |                                                   |                                                   |                                                   |                                                   |                                                   |                                                   |                                                   |                                                   |                                                   |                                                   |                                                   |                                                   |                                                   |                                                   |                                                   | 17                                                |
| Carlos Solis                                      | Ricardo Antonio Chavira                           |                                                   |                                                   |                                                   |                                                   |                                                   |                                                   |                                                   |                                                   |                                                   |                                                   |                                                   |                                                   |                                                   |                                                   |                                                   |                                                   |                                                   |                                                   |                                                   |                                                   |                                                   |                                                   |                                                   |                                                   | 23                                                |
| Paul Young                                        | Mark Moses                                        |                                                   |                                                   |                                                   |                                                   |                                                   |                                                   |                                                   |                                                   |                                                   |                                                   |                                                   |                                                   |                                                   |                                                   |                                                   |                                                   |                                                   |                                                   |                                                   |                                                   |                                                   |                                                   |                                                   |                                                   | 11                                                |
| Julie Mayer                                       | Andrea Bowen                                      |                                                   |                                                   |                                                   |                                                   |                                                   |                                                   |                                                   |                                                   |                                                   |                                                   |                                                   |                                                   |                                                   |                                                   |                                                   |                                                   |                                                   |                                                   |                                                   |                                                   |                                                   |                                                   |                                                   |                                                   | 18                                                |
| Tom Scavo                                         | Doug Savant                                       |                                                   |                                                   |                                                   |                                                   |                                                   |                                                   |                                                   |                                                   |                                                   |                                                   |                                                   |                                                   |                                                   |                                                   |                                                   |                                                   |                                                   |                                                   |                                                   |                                                   |                                                   |                                                   |                                                   |                                                   | 19                                                |
| Zach Young                                        | Cody Kasch                                        |                                                   |                                                   |                                                   |                                                   |                                                   |                                                   |                                                   |                                                   |                                                   |                                                   |                                                   |                                                   |                                                   |                                                   |                                                   | 1                                                 |                                                   |                                                   |                                                   |                                                   |                                                   |                                                   | 1                                                 | 1                                                 | 11                                                |
| Karl Mayer                                        | Richard Burgi                                     |                                                   |                                                   |                                                   |                                                   |                                                   |                                                   |                                                   |                                                   |                                                   |                                                   |                                                   |                                                   |                                                   |                                                   |                                                   |                                                   |                                                   |                                                   |                                                   |                                                   |                                                   |                                                   |                                                   |                                                   | 15                                                |
| Mary Alice Young                                  | Brenda Strong                                     |                                                   |                                                   |                                                   |                                                   |                                                   |                                                   |                                                   |                                                   |                                                   |                                                   |                                                   |                                                   |                                                   |                                                   |                                                   |                                                   |                                                   |                                                   |                                                   |                                                   |                                                   |                                                   |                                                   |                                                   | 24                                                |
| Mike Delfino                                      | James Denton                                      |                                                   |                                                   |                                                   |                                                   |                                                   |                                                   |                                                   |                                                   |                                                   |                                                   |                                                   |                                                   |                                                   |                                                   |                                                   |                                                   |                                                   |                                                   |                                                   |                                                   |                                                   |                                                   |                                                   |                                                   | 21                                                |
| Nebenrollen                                       |                                                   |                                                   |                                                   |                                                   |                                                   |                                                   |                                                   |                                                   |                                                   |                                                   |                                                   |                                                   |                                                   |                                                   |                                                   |                                                   |                                                   |                                                   |                                                   |                                                   |                                                   |                                                   |                                                   |                                                   |                                                   |                                                   |
| Andrew van de Kamp                                | Shawn Pyfrom                                      |                                                   |                                                   |                                                   |                                                   |                                                   |                                                   |                                                   |                                                   |                                                   |                                                   |                                                   |                                                   |                                                   |                                                   |                                                   |                                                   |                                                   |                                                   |                                                   |                                                   |                                                   |                                                   | 2                                                 | 2                                                 | 13                                                |
| Danielle van de Kamp                              | Joy Lauren                                        |                                                   |                                                   |                                                   |                                                   |                                                   |                                                   |                                                   |                                                   |                                                   |                                                   |                                                   |                                                   |                                                   |                                                   |                                                   |                                                   |                                                   |                                                   |                                                   |                                                   |                                                   |                                                   |                                                   |                                                   | 14                                                |
| Matthew Applewhite                                | Mehcad Brooks                                     |                                                   |                                                   |                                                   |                                                   |                                                   |                                                   |                                                   |                                                   |                                                   |                                                   |                                                   |                                                   |                                                   |                                                   |                                                   |                                                   |                                                   |                                                   |                                                   |                                                   |                                                   |                                                   |                                                   |                                                   | 17                                                |
| Preston Scavo                                     | Brent Kinsman                                     |                                                   |                                                   |                                                   |                                                   |                                                   |                                                   |                                                   |                                                   |                                                   |                                                   |                                                   |                                                   |                                                   |                                                   |                                                   |                                                   |                                                   |                                                   |                                                   |                                                   |                                                   |                                                   |                                                   |                                                   | 12                                                |
| Porter Scavo                                      | Shane Kinsman                                     |                                                   |                                                   |                                                   |                                                   |                                                   |                                                   |                                                   |                                                   |                                                   |                                                   |                                                   |                                                   |                                                   |                                                   |                                                   |                                                   |                                                   |                                                   |                                                   |                                                   |                                                   |                                                   |                                                   |                                                   | 12                                                |
| Parker Scavo                                      | Zane Huett                                        |                                                   |                                                   |                                                   |                                                   |                                                   |                                                   |                                                   |                                                   |                                                   |                                                   |                                                   |                                                   |                                                   |                                                   |                                                   |                                                   |                                                   |                                                   |                                                   |                                                   |                                                   |                                                   |                                                   |                                                   | 14                                                |
| Caleb Applewhite                                  | NaShawn Kearse 3                                  | 4                                                 | 4                                                 |                                                   |                                                   |                                                   |                                                   |                                                   |                                                   |                                                   |                                                   |                                                   |                                                   |                                                   |                                                   |                                                   |                                                   |                                                   |                                                   |                                                   |                                                   |                                                   |                                                   |                                                   |                                                   | 15                                                |
| George Williams                                   | Roger Bart                                        |                                                   |                                                   |                                                   |                                                   |                                                   |                                                   |                                                   |                                                   |                                                   |                                                   |                                                   |                                                   |                                                   |                                                   |                                                   |                                                   |                                                   |                                                   |                                                   |                                                   |                                                   |                                                   |                                                   |                                                   | 8                                                 |
| Gastrollen                                        |                                                   |                                                   |                                                   |                                                   |                                                   |                                                   |                                                   |                                                   |                                                   |                                                   |                                                   |                                                   |                                                   |                                                   |                                                   |                                                   |                                                   |                                                   |                                                   |                                                   |                                                   |                                                   |                                                   |                                                   |                                                   |                                                   |
| Penny Scavo                                       | Darien und Kerstin Pinkerton                      |                                                   |                                                   |                                                   |                                                   |                                                   |                                                   |                                                   |                                                   |                                                   |                                                   |                                                   |                                                   |                                                   |                                                   |                                                   |                                                   |                                                   |                                                   |                                                   |                                                   |                                                   |                                                   |                                                   |                                                   | 16                                                |
| Ed Ferrara                                        | Currie Graham                                     |                                                   |                                                   |                                                   |                                                   |                                                   |                                                   |                                                   |                                                   |                                                   |                                                   |                                                   |                                                   |                                                   |                                                   |                                                   |                                                   |                                                   |                                                   |                                                   |                                                   |                                                   |                                                   |                                                   |                                                   | 8                                                 |
| Ida Greenberg                                     | Pat Crawford Brown                                |                                                   |                                                   |                                                   |                                                   |                                                   |                                                   |                                                   |                                                   |                                                   |                                                   |                                                   |                                                   |                                                   |                                                   |                                                   |                                                   |                                                   |                                                   |                                                   |                                                   |                                                   |                                                   |                                                   |                                                   | 5                                                 |
| Nina Fletcher                                     | Joely Fisher                                      |                                                   |                                                   |                                                   |                                                   |                                                   |                                                   |                                                   |                                                   |                                                   |                                                   |                                                   |                                                   |                                                   |                                                   |                                                   |                                                   |                                                   |                                                   |                                                   |                                                   |                                                   |                                                   |                                                   |                                                   | 5                                                 |
| Stu Durber                                        | Charlie Babcock                                   |                                                   |                                                   |                                                   |                                                   |                                                   |                                                   |                                                   |                                                   |                                                   |                                                   |                                                   |                                                   |                                                   |                                                   |                                                   |                                                   |                                                   |                                                   |                                                   |                                                   |                                                   |                                                   |                                                   |                                                   | 5                                                 |
| Phyllis van de Kamp                               | Shirley Knight                                    |                                                   |                                                   |                                                   |                                                   |                                                   |                                                   |                                                   |                                                   |                                                   |                                                   |                                                   |                                                   |                                                   |                                                   |                                                   |                                                   |                                                   |                                                   |                                                   |                                                   |                                                   |                                                   |                                                   |                                                   | 3                                                 |
| Rex van de Kamp                                   | Steven Culp                                       | 5                                                 |                                                   |                                                   |                                                   |                                                   |                                                   |                                                   |                                                   |                                                   |                                                   |                                                   |                                                   |                                                   |                                                   |                                                   |                                                   |                                                   |                                                   |                                                   |                                                   |                                                   |                                                   |                                                   |                                                   | 3                                                 |
| John Rowland                                      | Jesse Metcalfe                                    |                                                   |                                                   |                                                   |                                                   |                                                   |                                                   |                                                   |                                                   |                                                   |                                                   |                                                   |                                                   |                                                   |                                                   |                                                   |                                                   |                                                   |                                                   |                                                   |                                                   |                                                   |                                                   |                                                   |                                                   | 3                                                 |
| Reverend Sikes                                    | Dakin Matthews                                    |                                                   |                                                   |                                                   |                                                   |                                                   |                                                   |                                                   |                                                   |                                                   |                                                   |                                                   |                                                   |                                                   |                                                   |                                                   |                                                   |                                                   |                                                   |                                                   |                                                   |                                                   |                                                   |                                                   |                                                   | 1                                                 |
| Dr. Lee Craig                                     | Terry Bozeman                                     |                                                   |                                                   |                                                   |                                                   |                                                   |                                                   |                                                   |                                                   |                                                   |                                                   |                                                   |                                                   |                                                   |                                                   |                                                   |                                                   |                                                   |                                                   |                                                   |                                                   |                                                   |                                                   |                                                   |                                                   | 1                                                 |
| Felicia Tilman                                    | Harriet Sansom Harris                             |                                                   |                                                   |                                                   |                                                   |                                                   |                                                   |                                                   |                                                   |                                                   |                                                   |                                                   |                                                   |                                                   |                                                   |                                                   |                                                   |                                                   |                                                   |                                                   |                                                   |                                                   |                                                   |                                                   |                                                   | 8                                                 |
| Detective Barton                                  | Kurt Fuller                                       |                                                   |                                                   |                                                   |                                                   |                                                   |                                                   |                                                   |                                                   |                                                   |                                                   |                                                   |                                                   |                                                   |                                                   |                                                   |                                                   |                                                   |                                                   |                                                   |                                                   |                                                   |                                                   |                                                   |                                                   | 5                                                 |
| Ralph                                             | Alejandro Patino                                  |                                                   |                                                   |                                                   |                                                   |                                                   |                                                   |                                                   |                                                   |                                                   |                                                   |                                                   |                                                   |                                                   |                                                   |                                                   |                                                   |                                                   |                                                   |                                                   |                                                   |                                                   |                                                   |                                                   |                                                   | 5                                                 |
| David Bradley                                     | Adrian Pasdar                                     |                                                   |                                                   |                                                   |                                                   |                                                   |                                                   |                                                   |                                                   |                                                   |                                                   |                                                   |                                                   |                                                   |                                                   |                                                   |                                                   |                                                   |                                                   |                                                   |                                                   |                                                   |                                                   |                                                   |                                                   | 3                                                 |
| Mr. Lentz                                         | Harry S. Murphy                                   |                                                   |                                                   |                                                   |                                                   |                                                   |                                                   |                                                   |                                                   |                                                   |                                                   |                                                   |                                                   |                                                   |                                                   |                                                   |                                                   |                                                   |                                                   |                                                   |                                                   |                                                   |                                                   |                                                   |                                                   | 1                                                 |
| Dr. Albert Goldfine                               | Sam Lloyd                                         |                                                   |                                                   |                                                   |                                                   |                                                   |                                                   |                                                   |                                                   |                                                   |                                                   |                                                   |                                                   |                                                   |                                                   |                                                   |                                                   |                                                   |                                                   |                                                   |                                                   |                                                   |                                                   |                                                   |                                                   | 3                                                 |
| Alberta Fromme                                    | Betty Murphy                                      |                                                   |                                                   |                                                   |                                                   |                                                   |                                                   |                                                   |                                                   |                                                   |                                                   |                                                   |                                                   |                                                   |                                                   |                                                   |                                                   |                                                   |                                                   |                                                   |                                                   |                                                   |                                                   |                                                   |                                                   | 3                                                 |
| Sophie Bremmer                                    | Lesley Ann Warren                                 |                                                   |                                                   |                                                   |                                                   |                                                   |                                                   |                                                   |                                                   |                                                   |                                                   |                                                   |                                                   |                                                   |                                                   |                                                   |                                                   |                                                   |                                                   |                                                   |                                                   |                                                   |                                                   |                                                   |                                                   | 2                                                 |
| Tish Atherton                                     | Jill Brennan                                      |                                                   |                                                   |                                                   |                                                   |                                                   |                                                   |                                                   |                                                   |                                                   |                                                   |                                                   |                                                   |                                                   |                                                   |                                                   |                                                   |                                                   |                                                   |                                                   |                                                   |                                                   |                                                   |                                                   |                                                   | 3                                                 |
| Mona Clarke                                       | Maria Cominis                                     |                                                   |                                                   |                                                   |                                                   |                                                   |                                                   |                                                   |                                                   |                                                   |                                                   |                                                   |                                                   |                                                   |                                                   |                                                   |                                                   |                                                   |                                                   |                                                   |                                                   |                                                   |                                                   |                                                   |                                                   | 1                                                 |
| Vern                                              | Alec Mapa                                         |                                                   |                                                   |                                                   |                                                   |                                                   |                                                   |                                                   |                                                   |                                                   |                                                   |                                                   |                                                   |                                                   |                                                   |                                                   |                                                   |                                                   |                                                   |                                                   |                                                   |                                                   |                                                   |                                                   |                                                   | 1                                                 |
| Karen McCluskey                                   | Kathryn Joosten                                   |                                                   |                                                   |                                                   |                                                   |                                                   |                                                   |                                                   |                                                   |                                                   |                                                   |                                                   |                                                   |                                                   |                                                   |                                                   |                                                   |                                                   |                                                   |                                                   |                                                   |                                                   |                                                   |                                                   |                                                   | 6                                                 |
| Addison Prudy                                     | Paul Dooley                                       |                                                   |                                                   |                                                   |                                                   |                                                   |                                                   |                                                   |                                                   |                                                   |                                                   |                                                   |                                                   |                                                   |                                                   |                                                   |                                                   |                                                   |                                                   |                                                   |                                                   |                                                   |                                                   |                                                   |                                                   | 3                                                 |
| Morty Flickman                                    | Bob Newhart                                       |                                                   |                                                   |                                                   |                                                   |                                                   |                                                   |                                                   |                                                   |                                                   |                                                   |                                                   |                                                   |                                                   |                                                   |                                                   |                                                   |                                                   |                                                   |                                                   |                                                   |                                                   |                                                   |                                                   |                                                   | 1                                                 |
| Pat Ziegler                                       | Carol Mansell                                     |                                                   |                                                   |                                                   |                                                   |                                                   |                                                   |                                                   |                                                   |                                                   |                                                   |                                                   |                                                   |                                                   |                                                   |                                                   |                                                   |                                                   |                                                   |                                                   |                                                   |                                                   |                                                   |                                                   |                                                   | 4                                                 |
| Mary Bernard                                      | Melinda Page Hamilton                             |                                                   |                                                   |                                                   |                                                   |                                                   |                                                   |                                                   |                                                   |                                                   |                                                   |                                                   |                                                   |                                                   |                                                   |                                                   |                                                   |                                                   |                                                   |                                                   |                                                   |                                                   |                                                   |                                                   |                                                   | 3                                                 |
| Justin                                            | Ryan Carnes                                       |                                                   |                                                   |                                                   |                                                   |                                                   |                                                   |                                                   |                                                   |                                                   |                                                   |                                                   |                                                   |                                                   |                                                   |                                                   |                                                   |                                                   |                                                   |                                                   |                                                   |                                                   |                                                   |                                                   |                                                   | 6                                                 |
| Father Crowley                                    | Jeff Doucette                                     |                                                   |                                                   |                                                   |                                                   |                                                   |                                                   |                                                   |                                                   |                                                   |                                                   |                                                   |                                                   |                                                   |                                                   |                                                   |                                                   |                                                   |                                                   |                                                   |                                                   |                                                   |                                                   |                                                   |                                                   | 3                                                 |
| Curtis Monroe                                     | Michael Ironside                                  |                                                   |                                                   |                                                   |                                                   |                                                   |                                                   |                                                   |                                                   |                                                   |                                                   |                                                   |                                                   |                                                   |                                                   |                                                   |                                                   |                                                   |                                                   |                                                   |                                                   |                                                   |                                                   |                                                   |                                                   | 2                                                 |
| Dr. Ron McCready                                  | Jay Harrington                                    |                                                   |                                                   |                                                   |                                                   |                                                   |                                                   |                                                   |                                                   |                                                   |                                                   |                                                   |                                                   |                                                   |                                                   |                                                   |                                                   |                                                   |                                                   |                                                   |                                                   |                                                   |                                                   |                                                   |                                                   | 7                                                 |
| Noah Taylor                                       | Bob Gunton                                        |                                                   |                                                   |                                                   |                                                   |                                                   |                                                   |                                                   |                                                   |                                                   |                                                   |                                                   |                                                   |                                                   |                                                   |                                                   |                                                   |                                                   |                                                   |                                                   |                                                   |                                                   |                                                   |                                                   |                                                   | 5                                                 |
| Ruth Ann Heisel                                   | Dagney Kerr                                       |                                                   |                                                   |                                                   |                                                   |                                                   |                                                   |                                                   |                                                   |                                                   |                                                   |                                                   |                                                   |                                                   |                                                   |                                                   |                                                   |                                                   |                                                   |                                                   |                                                   |                                                   |                                                   |                                                   |                                                   | 3                                                 |
| Xiao-Mei                                          | Gwendoline Yeo                                    |                                                   |                                                   |                                                   |                                                   |                                                   |                                                   |                                                   |                                                   |                                                   |                                                   |                                                   |                                                   |                                                   |                                                   |                                                   |                                                   |                                                   |                                                   |                                                   |                                                   |                                                   |                                                   |                                                   |                                                   | 7                                                 |
| Detective Sullivan                                | Nick Chinlund                                     |                                                   |                                                   |                                                   |                                                   |                                                   |                                                   |                                                   |                                                   |                                                   |                                                   |                                                   |                                                   |                                                   |                                                   |                                                   |                                                   |                                                   |                                                   |                                                   |                                                   |                                                   |                                                   |                                                   |                                                   | 3                                                 |
| Eugene Beale                                      | John Kapelos                                      |                                                   |                                                   |                                                   |                                                   |                                                   |                                                   |                                                   |                                                   |                                                   |                                                   |                                                   |                                                   |                                                   |                                                   |                                                   |                                                   |                                                   |                                                   |                                                   |                                                   |                                                   |                                                   |                                                   |                                                   | 4                                                 |
| Samuel Bormanis                                   | Bruce Jarchow                                     |                                                   |                                                   |                                                   |                                                   |                                                   |                                                   |                                                   |                                                   |                                                   |                                                   |                                                   |                                                   |                                                   |                                                   |                                                   |                                                   |                                                   |                                                   |                                                   |                                                   |                                                   |                                                   |                                                   |                                                   | 4                                                 |
| Helen Rowland                                     | Kathryn Harrold                                   |                                                   |                                                   |                                                   |                                                   |                                                   |                                                   |                                                   |                                                   |                                                   |                                                   |                                                   |                                                   |                                                   |                                                   |                                                   |                                                   |                                                   |                                                   |                                                   |                                                   |                                                   |                                                   |                                                   |                                                   | 1                                                 |
| Peter McMillan                                    | Lee Tergesen                                      |                                                   |                                                   |                                                   |                                                   |                                                   |                                                   |                                                   |                                                   |                                                   |                                                   |                                                   |                                                   |                                                   |                                                   |                                                   |                                                   |                                                   |                                                   |                                                   |                                                   |                                                   |                                                   |                                                   |                                                   | 5                                                 |
| Libby Collins                                     | Nichole Hiltz                                     |                                                   |                                                   |                                                   |                                                   |                                                   |                                                   |                                                   |                                                   |                                                   |                                                   |                                                   |                                                   |                                                   |                                                   |                                                   |                                                   |                                                   |                                                   |                                                   |                                                   |                                                   |                                                   |                                                   |                                                   | 3                                                 |
| Frank Helm                                        | Eddie McClintock                                  |                                                   |                                                   |                                                   |                                                   |                                                   |                                                   |                                                   |                                                   |                                                   |                                                   |                                                   |                                                   |                                                   |                                                   |                                                   |                                                   |                                                   |                                                   |                                                   |                                                   |                                                   |                                                   |                                                   |                                                   | 3                                                 |
| Lily Helm                                         | Faith und Hope Denver                             |                                                   |                                                   |                                                   |                                                   |                                                   |                                                   |                                                   |                                                   |                                                   |                                                   |                                                   |                                                   |                                                   |                                                   |                                                   |                                                   |                                                   |                                                   |                                                   |                                                   |                                                   |                                                   |                                                   |                                                   | 3                                                 |
| Orson Hodge                                       | Kyle MacLachlan                                   |                                                   |                                                   |                                                   |                                                   |                                                   |                                                   |                                                   |                                                   |                                                   |                                                   |                                                   |                                                   |                                                   |                                                   |                                                   |                                                   |                                                   |                                                   |                                                   |                                                   |                                                   |                                                   |                                                   |                                                   | 4                                                 |
| Nora Huntington                                   | Kiersten Warren                                   |                                                   |                                                   |                                                   |                                                   |                                                   |                                                   |                                                   |                                                   |                                                   |                                                   |                                                   |                                                   |                                                   |                                                   |                                                   |                                                   |                                                   |                                                   |                                                   |                                                   |                                                   |                                                   |                                                   |                                                   | 2                                                 |
| Figur                                             | Darsteller                                        | 1 (24)                                            | 2 (25)                                            | 3 (26)                                            | 4 (27)                                            | 5 (28)                                            | 6 (29)                                            | 7 (30)                                            | 8 (31)                                            | 9 (32)                                            | 10 (33)                                           | 11 (34)                                           | 12 (35)                                           | 13 (36)                                           | 14 (37)                                           | 15 (38)                                           | 16 (39)                                           | 17 (40)                                           | 18 (41)                                           | 19 (42)                                           | 20 (43)                                           | 21 (44)                                           | 22 (45)                                           | 23 (46)                                           | 24 (47)                                           | Gesamt                                            |

| Legende und Anmerkungen | Legende und Anmerkungen            |
| --- | ---------------------------------- |
| | Figur tritt auf                    |
| | Figur stirbt in dieser Folge       |
| | Figur tritt nur in Rückblenden auf |
| | Figur ist nur zu hören             |
| 1 Zach Young wird in Rückblenden von Tanner Maguire dargestellt. 2 Andrew van de Kamp wird in Rückblenden von Hunter Allan dargestellt. 3 Caleb Applewhite wurde von der dritten bis zur siebten Folge von Page Kennedy dargestellt. 4 Caleb Applewhite wird von einem Statisten dargestellt. 5 Rex van de Kamps Leiche wird von einer Wachsfigur dargestellt. Steven Culp tritt nicht auf. |                                    |

## Episoden
| Nr. (ges.) | Nr. (St.) | Deutscher Titel         | Originaltitel                      | Erstausstrahlung USA | Deutschsprachige Erstausstrahlung (D) | Regie                 | Drehbuch                          |
| --- | --------- | ----------------------- | ---------------------------------- | -------------------- | ------------------------------------- | --------------------- | --------------------------------- |
| 24 | 1         | Das Leben geht weiter   | Next                               | 25. Sep. 2005        | 12. Feb. 2006                         | Larry Shaw            | Jenna Bans, Kevin Murphy          |
| Als Mike sich Zutritt in sein Haus gewährt, rettet Susan ihn davor, dass Zach ihn erschießt. Zach flüchtet nach der misslungenen Tat. Mike will ihn jedoch nicht anzeigen. Als Susan daraufhin völliges Unverständnis zeigt, beichtet Mike ihr, dass er der Vater von Zach ist und deckt das ganze Geheimnis von Mary Alice auf. Nachdem Carlos ins Gefängnis gekommen ist, versucht John Gabrielle zurückzuerobern, doch Gabrielle weist ihn ab. Mit einem gefälschten Vaterschaftstest versucht Gabrielle Carlos zu beruhigen, doch er kann ihr die Affäre immer noch nicht verzeihen. Lynette hat ein Vorstellungsgespräch, welches allerdings völlig aus dem Ruder läuft, da sie aufgrund von Toms Rückenproblemen Penny mit in den Betrieb nehmen musste. Trotzdem überzeugt Lynette den Chef Ed Ferrara und wird eingestellt. Rex' Mutter Phyllis kommt anlässlich von Rex' Beerdigung in die Whisteria Lane. Bree und Phyllis haben verschiedene Auffassungen von Rex Beerdigungszeremonie, doch Bree lässt sich nicht unterkriegen. Betty Applewhite wird von Bree gebeten auf der Beerdigung als Pianistin zu fungieren. Es zeigt sich, dass Betty und Matthew einen mysteriösen Menschen in ihrem Keller einsperren.     |           |                         |                                    |                      |                                       |                       |                                   |
| 25 | 2         | Kontrolle Ist Alles     | You Could Drive a Person Crazy     | 2. Okt. 2005         | 21. Feb. 2006                         | David Grossman        | Chris Black, Alexandra Cunningham |
| Susan ist geschockt darüber, dass ihr Ex-Mann Karl eine Beziehung mit Edie führt und aufgrund dessen in die Nachbarschaft eingezogen ist. Da Carlos im Gefängnis erpresst wird, bekommt Gabrielle den Auftrag, der Freundin des Insassen Geld für eine Brust-OP zu geben, doch Gabby überzeugt diese davon das Geld auszuschlagen und die OP zu verweigern. Lynette greift zu drastischen Maßnahmen, als sie merkt, wie sehr Tom die Hausarbeit vernachlässigt. Nachdem Phyllis Bree mit George zusammen gesehen hat, glaubt sie an eine Beziehung und engagiert einen Privatdetektiv, da sie glaubt, dass Bree nicht unschuldig an Rex' Tod ist. |           |                         |                                    |                      |                                       |                       |                                   |
| 26 | 3         | Showtime                | You'll Never Get Away from Me      | 8. Okt. 2005         | 28. Feb. 2006                         | Arlene Sanford        | Tom Spezialy, Ellie Herman        |
| Als Susan merkt, dass Julie und Edie ein Musikstück für einen Family Contest proben, wird sie eifersüchtig und bringt Julie dazu mit ihr zu musizieren. Bei dem Auftritt in der Kirche bekommt sie jedoch ein schlechtes Gewissen und lässt Edie mit Julie spielen. Ein Triumph für Susan, denn Edie blamiert sich am Piano. Nachdem Gabrielle John mit seiner neuen Arbeitgeberin erwischt hat, ist es für sie endgültig aus. Sie besucht Carlos schließlich im Gefängnis und macht ihm eine Liebeserklärung. Lynette leidet darunter, dass sie aufgrund ihrer Arbeit Parkers ersten Schultag nicht miterleben kann. Doch Lynette hat mit ihrer eigenwilligen Vorgehensweise doch noch Erfolg, bei Parkers großen Tag dabei zu sein. Bree wird beschuldigt, Rex zusammen mit George umgebracht zu haben. Auch ihre Kinder sind davon überzeugt. Daher lässt Bree sich einem Lügendetektortest unterstellen, wobei jedoch herauskommt, dass sie George liebt. Betty muss erkennen, dass sie nicht zu unfreundlich zu den Nachbarn sein darf und gibt Susan deshalb im Rahmen des Wettbewerbs Klavierunterricht. |           |                         |                                    |                      |                                       |                       |                                   |
| 27 | 4         | Die imaginäre Freundin  | My Heart Belongs to Daddy          | 16. Okt. 2005        | 7. März 2006                          | Robert Duncan McNeill | John Pardee, Joey Murphy          |
| Susan macht sich mit Mike auf die Suche nach Zach. Susan ist bei ihrer Suche erfolgreich, jedoch bringt sie Zach ohne Mikes Wissen dazu, nach Utah zu fahren, um dort nach Paul zu suchen. Gabrielle schafft es dank ihres neuen Anwalts einen Beischlafsbesuch im Gefängnis genehmigt zu bekommen. Lynette macht die imaginäre Freundin ihres Sohnes Parker zu schaffen, da sie für diesen eine Art Mutterersatz ist. Daraufhin greift sie zu drastischen Mitteln, bereut jedoch schon bald ihre Tat. Brees Sohn Andrew und ihr Freund George provozieren sich gegenseitig so stark, dass beide aufeinander einprügeln. Dies führt dazu, dass Andrew seine Sachen packt und von Zuhause auszieht. |           |                         |                                    |                      |                                       |                       |                                   |
| 28 | 5         | Treue Gefährten         | They Asked Me Why I Believe in You | 23. Okt. 2005        | 14. März 2006                         | David Grossman        | Alan Cross                        |
| Susan hat wieder Kontakt zu ihrem alten Assistenten, der sie jedoch schwer enttäuscht. Lynette bringt ihre Chefin dazu durch abendliche Unternehmungen wieder Freude am Leben zu haben. Doch schon bald bereut Lynette ihre Hilfsbereitschaft. Gabrielle überredet Carlos, David Bradley als Anwalt zu behalten, obwohl Carlos eifersüchtig auf Bradley ist. Nachdem Rex wegen einer Obduktion wieder ausgegraben worden ist, bekommt Bree den Brief ausgehändigt, den Rex kurz vor seinem Tod geschrieben hat, aus welchem hervorgeht, dass Rex zu dem Zeitpunkt geglaubt hat, dass seine Frau ihn umgebracht habe. Bree ist so enttäuscht von ihrer langjährigen Ehe, dass sie Rex in einem Massengrab beerdigt. Betty bekommt im Fernsehen mit, dass der Mörder von Melanie Foster gestellt wurde. Da der Mörder jedoch anscheinend Bettys Gefangener Caleb gewesen ist, schreibt Betty einen Brief nach Chicago, dass man den falschen Täter gefunden habe. Matthew ist entsetzt von seiner Mutter, die Calebs Leben damit so leichtfertig aufs Spiel setzt. |           |                         |                                    |                      |                                       |                       |                                   |
| 29 | 6         | Ausschläge und Anträge  | I Wish I Could Forget You          | 6. Nov. 2005         | 21. März 2006                         | Larry Shaw            | Marc Cherry                       |
| Susan hilft ihrer Mutter dabei ihre Hochzeit zu planen. Dabei kommen Mike und Susan in das Gespräch, irgendwann selbst zu heiraten. Doch von Paul erfährt Mike, dass Susan Zach Geld gegeben hat, damit er nach Utah gehe. Als Mike dies erfährt, verlässt er Susan. Susan verkraftet dies nicht und wird von ihren Freundinnen bestärkt. Lynette hat Ärger mit Tom, da sie sich teure Kostüme gekauft hat, um in der Firma nicht aufzufallen. Tom macht ihr klar, dass sie sich dies als Vierfach-Eltern nicht leisten können. Carlos' Anwalt will den Fall niederlegen, da er in Gabrielle verliebt ist. Doch Gabrielle schafft es Bradley doch noch dazu zu bringen, Carlos' Fall wieder aufzunehmen. Bree verbringt ein Wochenende mit George außerhalb von Fairview, ist jedoch verstört, da sie immer wieder einen Ausschlag bekommt, wenn sie George zu nahe kommt. |           |                         |                                    |                      |                                       |                       |                                   |
| 30 | 7         | In Flagranti            | Color And Light                    | 13. Nov. 2005        | 28. März 2006                         | David Grossman        | Marc Cherry                       |
| Nachdem Mike sich von Susan getrennt hat, hat auch Edie mit Karl einen Schlussstrich gezogen. Durch Zufuhr von Alkohol schläft Susan in dieser Nacht wieder mit ihrem Ex-Mann Karl und wird von ihrer Tochter am nächsten Morgen in flagranti erwischt. Als Susan erklärt, dass dies einmalig gewesen sei, beginnt Karl wieder mit Edie einen Neuanfang. Lynette ist froh eine Familie getroffen zu haben, mit der sie sich bei dem Aufpassen auf die Kinder abwechseln können. Als Lynette und Tom jedoch von den Sex-Videos der Familie Wind bekommen, endet die Zusammenarbeit schneller als gedacht. Bree sagt dem Heiratsantrag von George aus Höflichkeit und Überraschung zu. Ihr Therapeut Dr. Goldfine rät ihr, dies nochmal zu bedenken und bleibt skeptisch. Als Bree George von ihrem Psychologenbesuch erzählt, rächt sich George bei Dr. Goldfine und schubst ihn von einer Brücke. Betty ist verzweifelt, als sie herausbekommt, dass Caleb aus seinem Versteck geflüchtet ist. Er sucht Unterschlupf bei Gabrielle, die sich angesichts von Caleb so erschreckt, dass sie die Treppe hinunterfällt und eine Fehlgeburt erleidet.                                                                                   |           |                         |                                    |                      |                                       |                       |                                   |
| 31 | 8         | Der Rote Ballon         | The Sun Won't Set                  | 20. Nov. 2005        | 4. Apr. 2006                          | Stephen Cragg         | Jenna Bans                        |
| Auf der Hochzeit ihrer Mutter muss Susan erfahren, dass sie das Ergebnis einer Affäre mit einem Mann gewesen ist, der Sophies Chef war und am anderen Ende von Fairview lebt. Susan macht sich sofort auf den Weg zu ihrem Vater, um ihn kennenzulernen. Lynette will Tom mit Hilfe von Stu als Lockvogel beweisen, dass ihre Zwillinge auf fremde Leute in Autos leicht hereinfallen. Als Karen das Ereignis jedoch mitbekommt, versetzt sie Stu einen Stromschlag. Carlos ist entsetzt, dass Gabrielle keinerlei Trauer über ihre Fehlgeburt zeigt und heuert Ramos an, einen ehemaligen Gefangenen, der Gabrielle zeigt, dass sie trauern kann und soll. Bree merkt allmählich, dass George beim Thema Eifersucht unberechenbar sein kann. Daher löst sie die Verlobung. George rächt sich an einem Bekannten von Bree, den er dafür verantwortlich macht. Nachdem Mike Caleb beim Herumstreunen in der Nachbarschaft aufgespürt hat, wird dieser abgeführt. Betty bangt darum, dass Caleb der Polizei nichts verrät. |           |                         |                                    |                      |                                       |                       |                                   |
| 32 | 9         | Die Guten und die Bösen | That's Good, That's Bad            | 27. Nov. 2005        | 11. Apr. 2006                         | Larry Shaw            | Kevin Murphy                      |
| Susan nimmt ersten Kontakt mit ihrem leiblichen Vater auf. Lynette erwischt Stu mit Nina in flagranti. Als daraufhin Stu gekündigt wird, rät sie ihm, Ed den Vorfall zu melden, da dies unter sexuelle Belästigung geführt wird. Doch Stu beschließt daraufhin die Firma zu verklagen. Dadurch muss Ed Personal abbauen, darunter ist auch Nina. Gabrielle ist überglücklich, dass Carlos aus dem Gefängnis freigekommen ist. Jedoch merkt sie, dass Carlos sich nun zur Kirche hingezogen fühlt, und beginnt eifersüchtig auf eine Nonne zu werden, mit der Carlos viel Kontakt hat. Bree findet heraus, dass George auch Dr. Albert Goldfine von der Brücke gestoßen hat. George schluckt im Hotel Tabletten und lässt Bree schließlich einen Zettel mit seiner Tat zukommen, damit Bree ihn retten kann. Als sie kurze Zeit später von Detective Bradley erfährt, dass George für den Tod von Rex verantwortlich ist, lässt Bree George in dem Glauben sterben, sie habe einen Krankenwagen gerufen. |           |                         |                                    |                      |                                       |                       |                                   |
| 33 | 10        | Der verlorene Sohn      | Coming Home                        | 4. Dez. 2005         | 18. Apr. 2006                         | Arlene Sanford        | Chris Black                       |
| Zach kommt zurück zu Paul. Susan schließt nach zahlreichen Enttäuschungen endgültig mit ihrem Vater ab. Lynette setzt sich in der Firma für eine Kita ein und riskiert dadurch ungewollt die Ehe ihres Chefs. Nachdem Gabrielle erfahren hat, dass Carlos mit der Nonne Mary Bernard in die dritte Welt reisen will, sorgt sie dafür, dass Carlos nicht verreisen kann. Nach Georges Tod erfährt Bree, dass George von ihr besessen war. Als Andrew aus dem Camp entlassen wird, beichtet Bree Andrew die ganze Geschichte. Betty und Matthew schaffen es, Caleb aus der Psychiatrie zu befreien. Doch sie merken nicht, dass sie beobachtet werden. |           |                         |                                    |                      |                                       |                       |                                   |
| 34 | 11        | Nur ein Kuss            | One More Kiss                      | 8. Jan. 2006         | 2. Mai 2006                           | Arlene Sanford        | Chris Black                       |
| Paul droht Mike mit einer Anzeige, wenn er weiterhin Kontakt zu Zach aufnimmt, der nicht weiß, dass Mike sein Vater ist. Trotzdem veranstaltet Susan mit Julie, Mike und Zach einen Bowlingabend, was dazu führt, dass Paul Mike niederschlägt. Lynette und Gabrielle kommen in einen Konflikt als Gabrielle auf Brees Party aus Spaß Tom küsst. Als Bree ihren Sohn mit Justin in flagranti erwischt, macht sie ihm klar, dass sie das nicht mehr duldet. Andrew erpresst seine Mutter jedoch mit ihrem Geheimnis um George. Karl, von Beruf Anwalt, setzt sich für Bree vor Andrew mit Erfolg ein. Curtis Monroe, der von der Familie Foster geschickt wurde, will Melanies Tod aufdecken und findet Caleb in Bettys Haus auf. Er bricht jedoch durch die morsche Treppe und erschießt sich dabei selbst. Betty und Matthew verbergen die Leiche in Monroes Auto, sie wird jedoch von Alberta Fromme entdeckt. Edie bringt die Hausfrauen auf den Verdacht, dass die Familie Applewhite ein dunkles Geheimnis hat. |           |                         |                                    |                      |                                       |                       |                                   |
| 35 | 12        | Alles wird gut          | We're Gonna Be All Right           | 15. Jan. 2006        | 9. Mai 2006                           | David Grossman        | Alexandra Cunningham              |
| Als Susan den charmanten Arzt Dr. Ron McCready kennenlernt, täuscht sie Symptome einer Krankheit vor, um ihn öfter zu sehen. Susan muss ihm jedoch gestehen, dass sie sich die Schmerzen nur ausgedacht hat. Trotzdem ist Ron zu einem Date bereit. Lynette und Tom haben eine Krise als das Gespräch aufkommt, dass Tom eine neue Familie haben möchte, falls seine Frau einmal sterben sollte. Als Lynette daraufhin die Sterilisation fordert, führt dies zu einem Konflikt. Gabrielle erfährt von ihrem Gärtner, dass Aktbilder von ihr im Internet kursieren. Mit Hilfe von Carlos schafft sie es, ihren Ex-Freund dazu zu bringen, die Bilder zu löschen. Bree trifft sich mit Detective Barton, der ein Auge auf sie geworfen hat. Als Bree ihn abweist, rächt sich Barton und lässt ihr Auto beschlagnahmen. Als Betty sie auf dem Weg trifft, kommen sie ins Gespräch und Betty erfährt, dass die Hausfrauen ihrem Geheimnis dicht auf den Spuren sind. Sie informiert schließlich Edie, dass sie beabsichtigt wegzuziehen. Felicia Tilman hat sich als neue Krankenschwester für Noah Taylor beworben, um weitere Details über Marthas Verschwinden zu erhaschen.                                                        |           |                         |                                    |                      |                                       |                       |                                   |
| 36 | 13        | Die Kunst des Krieges   | There's Something About War        | 22. Jan. 2006        | 16. Mai 2006                          | Larry Shaw            | Kevin Etten                       |
| Susan muss an ihrer Milz operiert werden. Als sie jedoch erfährt, dass dies Rons erste Milz-OP ist, ist sie sich der Operation unsicher, was Rons Ehre kränkt. Lynette muss sich mit dem Gedanken zurechtfinden, dass Tom ab sofort auch in ihrer Firma arbeitet. Als Mary Bernard Carlos eine Eheannullierung einredet, setzt Gabrielle durch, Mary nach Alaska zu versetzen. Bei einem wiederholten Aufeinandertreffen liefern sich Gabrielle und Mary einen Kampf in der Kirche. Als Bree Caleb an Bettys Fenster erkennt, will Bree dies ihren Freundinnen erzählen. Als Danielle Matthew allerdings von Andrews Geheimnis erzählt, erpresst Betty Bree damit, dass sie ihr Geheimnis verraten werde, wenn Calebs Identität an die Öffentlichkeit gelange. |           |                         |                                    |                      |                                       |                       |                                   |
| 37 | 14        | Verrückte Ideen         | Silly People                       | 12. Feb. 2006        | 23. Mai 2006                          | Robert Duncan McNeill | Tom Spezialy                      |
| Nachdem Susan die Diagnose „Wandermilz“ bekommen hat und merkt, dass sie nicht krankenversichert ist, braucht sie unbedingt eine Scheinehe. Nachdem der Versuch, sich mit einem Homosexuellen zu ehelichen, gescheitert ist, bietet sich ihr Ex-Mann Karl an sie noch einmal zu heiraten, jedoch ohne Edies Wissen. Nachdem Tom und Ed herausgefunden haben, dass sie auf dem gleichen College waren, liefern beide sich immer abstruser werdende Wetten auf der Arbeit. Lynette schafft es mit vollem Körpereinsatz dies abzuschaffen. Nachdem Gabrielle und Carlos dem ehemaligen asiatischen Sklavenmädchen Xiao-Mei Unterkunft gegeben haben und Gabrielle Gefallen an Xiao-Mais Arbeit hat, bietet sie ihr an, bei ihr zu bleiben und dort zu arbeiten. Bree verschafft sich Zugang zu Caleb, der ihr sein Verlies zeigt. Betty stellt Bree danach zur Rede, warum Bree in ihr Haus eingebrochen sei. Betty erzählt Bree die ganze Geschichte rund um den Mord um Melanie Foster. Bree beginnt Mitleid mit Betty zu bekommen. |           |                         |                                    |                      |                                       |                       |                                   |
| 38 | 15        | Ein kleiner Gefallen    | Thank You So Much                  | 19. Feb. 2006        | 30. Mai 2006                          | David Grossman        | Dahvi Waller                      |
| Susans und Karls Scheinehe beginnt zu scheitern, als Edie glaubt, dass Karl ihr einen Antrag machen will. Trotz der Eskapaden heiraten Susan und Karl schließlich. Gabrielle bekommt Besuch von ihrer Mutter, die sich als Leihmutter zur Verfügung stellt. Tom heuert Karen als Babysitter an, jedoch entschließt sich Lynette für Bree. Als die alkoholkranke Bree jedoch einschläft, entwischen ihr die Kinder und werden in der Innenstadt aufgesammelt. Bree muss sich eingestehen, dass sie ein Alkoholproblem hat. Gabrielle's Mutter bietet ihrer Tochter an, ihre Leihmutter zu sein, weil Gabrielle möglicherweise keine Kinder bekommen kann, Gabrielle lehnt aber vorerst ab. |           |                         |                                    |                      |                                       |                       |                                   |
| 39 | 16        | Der richtige Weg        | There Is No Other Way              | 16. März 2006        | 6. Juni 2006                          | Randy Zisk            | Bruce Zimmerman                   |
| Susan lässt sich von Ron operieren. Ron bekommt jedoch heraus, dass Susan mit Karl verheiratet ist und noch Mike liebt. Tom hat Probleme damit, dass Lynette sowohl auf der Arbeit wie auch zu Hause die Führungsposition übernimmt. Nachdem Bree Andrew geohrfeigt hat, lässt dieser sich von Justin noch mehr verunstalten und beginnt mit Hilfe eines Anwalts Bree zu verklagen, um an seinen Treuhandfonds zu kommen. Bree beschließt mit dem Trinken aufzuhören und zu einem Selbsthilfekurs zu gehen, jedoch kann sie die Finger nicht vom Alkohol lassen. Gabrielle und Carlos' Adoptionswunsch wird von Helen Rowland durchkreuzt, die alles dafür tut, dass Gabrielle kein Kind adoptieren kann. Noah heuert Mörder auf Paul an, jedoch erwürgt Paul sie aus Notwehr. Um sich nicht weiter zu gefährden, bietet sich Zach an Noah zu besuchen, damit Noah die Mordaufträge auf Paul zurücknimmt. |           |                         |                                    |                      |                                       |                       |                                   |
| 40 | 17        | Trennungen              | Could I Leave You?                 | 26. März 2006        | 13. Juni 2006                         | Pam Thomas            | Pam Thomas, Scott Sanford Tobis   |
| Ron trennt sich von Susan, nachdem er eine handfeste Auseinandersetzung mit Mike hatte. Als Andrew seiner Mutter droht vor Gericht sexuelle Belästigung seitens Bree zu erfinden, treibt dies Bree zur Verzweiflung. Sie sucht Hilfe bei ihrem Suchthelfer Peter. Lynette hat auf der Arbeit damit zu tun, eine Mutter davon zu überzeugen, dass ihr fünfjähriger Sohn nicht mehr gestillt werden sollte. Gabrielle findet eine hübsche Stripperin als Mutter ihres Adoptionskindes. Jedoch hat Libby nichts Gutes im Sinn. Danielle ist verunsichert als sie merkt, dass Caleb ihr nachstellt. |           |                         |                                    |                      |                                       |                       |                                   |
| 41 | 18        | Unwiderstehlich         | Everybody Says Don't               | 2. Apr. 2006         | 26. Juni 2006                         | Tom Cherones          | Alexandra Cunningham, Jenna Bans  |
| Edie beginnt Susan auf ihrer Verlobungsfeier zu demütigen, nachdem sie erfahren hat, dass Susan und Karl aus Versicherungsgründen geheiratet haben. Susan findet in Edies Wohnung schließlich heraus, dass Karl anscheinend noch Gefühle für sie hat. Brees Suchthelfer wird aufgrund Peters Sexsucht ausgetauscht, jedoch kommt Bree nicht mit ihr klar und beginnt sich wieder zu betrinken. Sie wird von Peter aufgefunden. Gabrielles Adoptivkind wird geboren, allerdings ist es nicht klar, ob sie es behalten können, da ihr Vater noch nicht zugestimmt hat. Carlos und Gabrielle verstecken es nun in ihrem Haus. Lynette steht im Gewissenskonflikt, ob sie dem Gericht die Wahrheit über Brees Alkoholsucht erzählen soll. Als sie jedoch bemerkt, dass Andrew nichts Gutes im Schilde führt, leistet sie vor Gericht einen Meineid. |           |                         |                                    |                      |                                       |                       |                                   |
| 42 | 19        | Schamlos                | Don't Look at Me                   | 16. Apr. 2006        | 27. Juni 2006                         | David Grossman        | Josh Senter                       |
| Karl beichtet Susan seine Liebe und wird, wenn Susan ihn auch liebt, die Verlobung mit Edie lösen. Jedoch gibt Susan ihm einen Korb. Währenddessen lernt Susan den Zahnarzt Orson Hodge kennen. Unter dem Vorwand, dass Karl mit Edie Schluss gemacht hat, schlafen Karl und Susan wieder miteinander, jedoch ist Susan verärgert, als sie merkt, dass Edie noch nichts von der Trennung weiß. Brees Vater und Stiefmutter kommen nach Fairview, um selbst den Konflikt zwischen ihr und Andrew zu lösen. Als die Lage ausweglos erscheint, wollen sie Andrew mit zu sich nehmen. Bree setzt sie jedoch von Andrews Homosexualität in Kenntnis, was dazu führt, dass Brees Eltern schon frühzeitig ohne Andrew abreisen. Da auch Bree eine Versöhnung anstrebt, beginnt sie Justin zu einem Essen einzuladen, um endgültig das Kriegsbeil und ihre Homophobie zu begraben. Gabrielle bekommt vom Gericht die vorzeitige Mutterschaft anerkannt, jedoch lässt sie ihrer Haushälterin Xiao-Mei die gesamte Arbeit machen. Lynette ist beschämt, als Parker sich plötzlich für Vaginas und der Herkunft der Kinder interessiert. Um dem Gespräch aus dem Weg zu gehen, kauft Lynette ihren Kindern Hundewelpen.                       |           |                         |                                    |                      |                                       |                       |                                   |
| 43 | 20        | Verzweifelte Gebete     | It Wasn't Meant to Happen          | 30. Apr. 2006        | 11. Juli 2006                         | Larry Shaw            | Marc Cherry, Tom Spezialy         |
| Nachdem Karl sich von Edie getrennt hat, hat nun Susan ein schlechtes Gewissen, da sie der Grund für die Trennung war. Bree merkt, dass auch Peter Hilfe braucht und ist für ihn da. Gabrielles Adoptivtochter wird ihr von der Polizei abgenommen, da die leibliche Mutter noch auf ihr Mutterschaftsrecht besteht. Gabrielle ist am Abgrund. Lynette versucht ihrem Chef in seiner Ehekrise zu helfen. Nachdem Matthew und Danielle eine Intrige gegen Caleb geplant haben, damit Matthew nicht wegziehen muss, ist Betty nun der Meinung, dass sie Caleb den Tod schenken werde. |           |                         |                                    |                      |                                       |                       |                                   |
| 44 | 21        | Rache                   | I Know Things Now                  | 7. Mai 2006          | 18. Juli 2006                         | Wendy Stanzler        | Kevin Etten, Bruce Zimmerman      |
| Nachdem ein Gespräch von Susan und Karl durch Edies Privatdetektiv aufgenommen wurde, beichtet Susan Edie, dass sie der Grund für das Ende der Beziehung mit Karl gewesen sei. Edie rächt sich und zündet Susans Haus an. Nachdem Andrew von Peters bisexueller Sexsucht erfahren hat, lässt er seine Reize spielen und schläft mit Peter. Als Bree dahinterkommt, setzt sie ihren Sohn auf einer Autobahnraststätte aus. Gabrielle schlägt Xiao-Mei vor, die Leihmutter für ihr Kind zu sein, denn dann kann Xiao-Mei noch in den Vereinigten Staaten bleiben. Nach langem Zögern stimmt Xiao-Mei zu. Tom wird von Ed gefeuert, nachdem Tom handgreiflich geworden ist. Lynette erfährt wenig später dann von ihrem Chef, dass Tom einige Male nach Geschäftsreisen einen Abstecher nach Atlantic City gemacht hat. Betty erfährt, kurz bevor sie Caleb Gift verabreichen will von ihm, dass Matthew die Tat genauestens geplant hat. Betty ist außer sich und sperrt nun ihren Sohn Matthew im Kellerverlies ein. |           |                         |                                    |                      |                                       |                       |                                   |
| 45 | 22        | Allein auf der Welt     | No One Is Allone                   | 14. Mai 2006         | 25. Juli 2006                         | David Grossman        | Kevin Murphy, Chris Black         |
| Susan erfährt, dass Edie ihr Haus angezündet hat. Sie bekommt Unterschlupf gewährt von Bree. Nach Andrews Verschwinden feiert Danielle nun ihren Geburtstag nach, jedoch wird sie dort von Bree völlig blamiert. Schließlich nimmt auch Danielle mit Matthew Reißaus, nachdem sie ihn aus dem Verlies befreit hat, in das Betty ihn sperrte. Nach diesen Ereignissen begibt sich Bree selbst in die Psychiatrie. Gabrielle merkt, dass Carlos seine ganze Aufmerksamkeit auf Xiao-Mei setzt, was ihr missfällt. Lynette reist Tom nach und bemerkt, dass er ein Doppelleben führt und eine Frau besucht. Enttäuscht verlässt sie Tom mit ihren Kindern. Um endgültige Rache an Paul für den Mord an ihrer Schwester Martha zu bekommen, schneidet sich Felicia ihre Finger ab und lässt es als Tatort für einen Mord von Paul an ihr aussehen. Sie selbst setzt sich unter der Identität ihrer Schwester weit weg von Fairview ab. |           |                         |                                    |                      |                                       |                       |                                   |
| 46 | 23        | Erinnerungen, Teil 1    | Remember, Part 1                   | 14. Mai 2006         | 1. Aug. 2006                          | David Grossman        | Kevin Murphy, Chris Black         |
| Während der gesamten Folge erinnert sich Mary Alice immer wieder in verschiedenen Sequenzen, wie die Hausfrauen in die Whisteria Lane eingezogen und gegenseitig aufeinandergetroffen waren. Außerdem wird durch Flashbacks gezeigt, dass nicht Caleb, sondern Matthew schuld am Tod von Melanie Foster ist. Susan lebt nach dem Hausbrand fortan mit ihrer Tochter in einem Wohnmobil. Susan und Mike versuchen einen Neustart. Um alles wiedergutzumachen und vor Mike zu triumphieren, kauft Karl seiner Ex-Frau ein Haus in der Whisteria Lane. Betty und Caleb werden von der Polizei aufgrund des Falles Melanie Foster verhaftet. Als Betty die Jacke gezeigt bekommt, mit der der Leichnam zugedeckt wurde, wird Betty klar, dass nicht Caleb, sondern Matthew Melanie umgebracht hat. Sie ruft Bree an, um Danielle aus den Klauen von Matthew zu retten, doch Bree wird aus der Psychiatrie nicht freigelassen. Gabrielle hat den eindeutigen Verdacht, dass Carlos und Xiao-Mei eine Affäre haben. Lynette und Tom treffen aufeinander, als Porter im Krankenhaus behandelt werden muss. Tom gesteht Lynette, dass er noch eine Tochter habe, und deswegen so oft in Atlantic City war. Lynette verzeiht ihrem Ehemann. |           |                         |                                    |                      |                                       |                       |                                   |
| 47 | 24        | Erinnerungen, Teil 2    | Remember, Part 2                   | 14. Mai 2006         | 8. Aug. 2006                          | David Grossman        | Kevin Murphy, Chris Black         |
| Susan und Mike vereinbaren ein romantisches Treffen, doch bevor Mike zu dem Treffen kommen kann, wird er von Orson mit einem Auto überfahren. Gabrielle schmeißt Carlos raus, nachdem sie von seiner Affäre mit Xiao-Mei erfahren hat. Lynette lernt die Mutter von Toms Stieftochter, Nora, kennen. Bree flüchtet aus der Psychiatrie, um Danielle vor Matthew zu retten. In ihrem Haus kommt es zum Showdown, und kurz bevor Matthew Bree töten kann, wird er von einem Scharfschützen erschossen. Betty und Caleb verlassen daraufhin die Whisteria Lane. |           |                         |                                    |                      |                                       |                       |                                   |

### Episodenbesonderheiten
| Nr. | Episode                                              | Besonderheit |
| --- | ---------------------------------------------------- | --- |
| 1   | Das Leben geht weiter (Next)                         | Erste Folge der zweiten Staffel. Einführung der Rollen Ed Ferrara, Nina Fletcher, Phyllis Van de Kamp, Caleb Applewhite und Stu Durber. |
| 2   | Kontrolle Ist Alles (You Could Drive a Person Crazy) | Einführung der Rolle Detective Barton. |
| 3   | Showtime (You'll Never Get Away from Me)             | Einführung der Rolle Ralph. |
| 4   | Die Imaginäre Freundin (My Heart Belongs to Daddy)   | Einführung der Rolle David Bradley. Mr Lentz tritt in dieser Folge ein letztes Mal auf. |
| 5   | Treue Gefährten (They Asked Me Why I Believe In You) | Paul Young (Mark Moses) ist nach längerer Pause erstmals in der Staffel zu sehen. Edie Britt (Nicollette Sheridan) hat in dieser Folge ihre 100. Szene. |
| 6   | Ausschläge und Anträge (I Wish I Could Forget You)   | David Bradley ist in dieser Folge ein letztes Mal zu sehen. |
| 7   | In Flagranti (You'll Never Get Away From Me)         | Gabrielles schwuler Freund Vern ist zum ersten Mal zu sehen. In dieser Folge spielt Page Kennedy zum letzten Mal Caleb Applewhite, da es Ungereimtheiten mit Kennedy in der Produktion gab. |
| 8   | Der rote Ballon (The Sun Won’t Set)                  | Caleb Applewhite wird erstmals von Nashawn Kearse verkörpert. Ironischerweise wird Gabrielle in dieser Folge gefragt, ob sie das Gesicht von Caleb wiedererkennt, der in ihr Haus eingebrochen ist. Gabrielle bestätigt, obwohl sein Aussehen sich stark verändert hat. Addison Prudy ist zum ersten Mal zu sehen. Morty Flickman hat in dieser Folge seinen letzten Auftritt, sowie Sophie Bremmer, die ab dieser Folge erstmals in Staffel 7 wieder erscheint. Mikes Serienhund Bongo ist ein letztes Mal zu sehen. |
| 9   | Die Guten und die Bösen (That’s Good, That’s Bad)    | George Williams stirbt in dieser Episode, taucht jedoch noch in dieser Staffel als Flashback und im Finale als Geist auf. Mary Bernard und Pat Ziegler tauchen in dieser Episode erstmals auf. Nina Fletcher und Dr. Albert Goldfine sind ein letztes Mal zu sehen, sowie Stu Durber, der ab dieser Folge erstmals in Staffel 5 wieder erscheint. |
| 10  | Der verlorene Sohn (Coming Home)                     | Father Crowley und Justin tauchen erstmals wieder seit Staffel 1 auf. |
| 11  | Nur ein Kuss (One More Kiss)                         | Diese Episode ist laut dem Bonusmaterial auf der DVD Marc Cherrys Lieblingsepisode der Staffel. |
| 12  | Alles wird gut (We’re Gonna Be All Right)            | Dr. Ron McCready taucht in dieser Episode erstmals auf. |
| 13  | Die Kunst des Krieges (There’s Something About War)  | Letzte Folge mit Schwester Mary Bernard. |
| 14  | Verrückte Ideen (Silly People)                       | Erster Auftritt von Xiao-Mei. |
| 15  | Ein kleiner Gefallen (Thank You So Much)             | |
| 16  | Der richtige Weg (There Is No Other Way)             | Helen Rowland, Detective Sullivan und Ruth Ann Heisel haben ihren letzten Auftritt in der Serie. Im Gegensatz dazu treten Eugene Beale und Samuel Bormanis zum ersten Mal in der Serie auf. |
| 17  | Trennungen (Could I Leave You?)                      | Libby Collins und Peter McMillian haben in dieser Folge ihren ersten Auftritt. |
| 18  | Unwiderstehlich (Everybody Says Don’t)               | Dr. Ron McCready ist ein letztes Mal zu sehen. |
| 19  | Schamlos (Don’t Look at Me)                          | Orson Hodge ist zum ersten Mal in der Serie zu sehen. |
| 20  | Verzweifelte Gebete (It Wasn’t Meant to Happen)      | |
| 21  | Rache (I Know Things Now)                            | Andrews Freund Justin ist zum letzten Mal zu sehen. |
| 22  | Allein auf der Welt (I Know Things Now)              | Einführung der Rolle Nora Huntington. Vorerst letzter Auftritt von Felicia Tilman, die erst in Staffel 7 wieder auftritt. |
| 23  | Erinnerungen (Remember)                              | Zweites Staffelfinale. Flashbackfolge. Doppelfolge. Tod von Matthew Applewhite, Gärtner Ralph und Noah Taylor. Gastauftritt von George Williams und Rex Van de Kamp, welche in der Serie schon verstorben sind, jedoch in Flashbacks auftreten. Außerdem tritt John Rowland in einem Flashback auf. |
| 24  | Erinnerungen (Remember)                              | Zweites Staffelfinale. Flashbackfolge. Doppelfolge. Tod von Matthew Applewhite, Gärtner Ralph und Noah Taylor. Gastauftritt von George Williams und Rex Van de Kamp, welche in der Serie schon verstorben sind, jedoch in Flashbacks auftreten. Außerdem tritt John Rowland in einem Flashback auf. |

### Staffelgeheimnis: Der Gefangene der Familie Applewhite
Das große Geheimnis der zweiten Staffel von Desperate Housewives beinhaltet der mysteriöse Gefangene der Familie Applewhite. Die Auflösung des Geheimnisses kann man im Hauptartikel vorfinden.
Hier ist aufgelistet, welche Fakten über das Geheimnis in der Staffel gelüftet worden sind.
| Folge              | Entdeckung |
| ------------------ | --- |
| Vorherige Staffel: | Es wird klar, dass Betty und Matthew ein Geheimnis haben. Sie wollen niemandem den Zutritt in ihr Haus gewähren. |
| 1                  | Betty und Matthew müssen sich tarnen. |
| 1                  | Betty und Matthew haben eine gefährliche Person in ihrem Keller versteckt. |
| 2                  | Die Familie Applewhite redet nicht mit ihrem Gefangenen im Keller, da er bestraft werden muss. |
| 3<                 | Bettys Gefangener ist äußerst aggressiv. |
| 5                  | Der Gefangene der Applewhites heißt Caleb und ist geistig behindert. |
| 5                  | Der Tod einer gewissen Melanie Foster wird erstmals erwähnt und Caleb scheint Melanie getötet zu haben. |
| 5                  | Melanie Foster wurde mit einer Axt umgebracht. |
| 8                  | Caleb ist Matthews Bruder und der Sohn von Betty. |
| 11                 | Curtis Monroe wurde von der Familie Foster geschickt, um den Mörder von Melanie zu finden. Er stirbt jedoch aufgrund eines Unfalls. |
| 14                 | Matthew kannte Melanie Foster von der High School und beide wurden ein Paar. |
| 20                 | Matthew führt zusammen mit Danielle eine Intrige gegen Caleb. |
| 23                 | Matthew hat Melanie Foster umgebracht |
| 24                 | Auflösung: Betty Applewhite und ihr Sohn Matthew ziehen mit einem Geheimnis in die Wisteria Lane – einem Gefangenen in ihrem Keller. Diesem gelingt später die Flucht. Er versteckt sich bei Gabrielle, die zu fliehen versucht, nachdem sie ihn entdeckt hat. Der Unbekannte wird später verhaftet und dann von Betty Applewhite und ihrem Sohn aus der Psychiatrie befreit. Im Verlauf der Staffel erfährt Bree von Betty und dem mysteriösen Mann, der Bettys geistig zurückgebliebener Sohn Caleb ist. Er habe angeblich eine Frau namens Melanie Foster, die Freundin seines Bruders, in die er verliebt war, umgebracht. Um ihn vor dem Gefängnis und vor sich selbst zu schützen, sperrte Betty ihn in den Keller ein. Später stellt sich heraus, dass Melanie durch Calebs versuchten Mord auf einem Fabrikgelände lediglich verwundet wurde. Als sie Matthew von ihrem Vorhaben erzählt, Caleb wegen Körperverletzung anzuzeigen, erschlägt Matthew sie aus Angst um seinen Bruder. |

### Flashbacks in der Serie
In der Staffel treten häufig Erinnerungen an früher in Erscheinungen. Neben den erwähnten Flashback-Episoden im Hauptartikel, wo die ganze Folge auf diesen Flashbacks basiert, sind hier alle Flashbacks der zweiten Staffel aufgelistet, an die sich die Rollen erinnern. In Flashbacks treten meist auch tote Charaktere als Gastrolle auf.
| Folge | Person           | Erinnerung | Gastrolle                                     |
| ----- | ---------------- | --- | --------------------------------------------- |
| 23    | Mary Alice Young | Die Erzählerin Mary Alice erinnert sich daran, wie die vier Hausfrauen alle in die Whisteria Lane eingezogen sind und Bekanntschaft mit ihr gemacht haben. Zuerst zog Susan Mayer ein, gefolgt von Bree Van de Kamp. Danach wurde mit Lynette Scavo Bekanntschaft gemacht und zuletzt mit Gabrielle Solis. | Rex Van de Kamp (†S01)                        |
| 23    | Betty Applewhite | Betty Applewhite leitet die Erinnerungen des Mordfalls Melanie Foster ein. Nachdem Matthew sich von seiner Freundin Melanie getrennt hat, wollen beide sich noch einmal zu einem klärenden Gespräch treffen. Caleb bekommt davon mit und sucht Melanie dort früher als Matthew auf. Als er ihr seine Liebe gesteht, lacht Melanie ihn aus und Caleb schlägt sie, mit dem Glauben, er habe sie ermordet, nieder. Allerdings kam danach Matthew an den besagten Ort und schlug Melanie abermals nieder, nachdem sie wieder aufgewacht war, als sie drohte, dass sie Caleb ins Gefängnis bringen werde. Dieser Schlag war Melanies Todesurteil. | Melanie Foster (†)                            |
| 24    | Bree Van de Kamp | Man sieht Bree mit ihrem Ehemann Rex und Danielle in der Fairview Apotheke bei George Williams Haarfärbemittel für Danielle kaufen, da diese sich schwarz-rosa gefärbte Haare hat machen lassen. | Rex Van de Kamp (†S01) George Williams (†S02) |
| 24    | Lynette Scavo    | Man sieht Lynette nach der Entbindung von Penny sich mit Tom über ihren Kinderwunsch zu unterhalten. |                                               |
| 24    | Gabrielle Solis  | Gabrielle, die sich von ihrem Ehemann ungeachtet fühlt, findet Gefallen an ihrem Gärtner John Rowland, mit dem sie schläft. Sie nimmt sich vor, dass es einmalig bei diesem Fehltritt bleibt. | John Rowland                                  |

### Todesfälle der Staffel
| Folge | Person             | Art des Todes                           | Handlung |
| ----- | ------------------ | --------------------------------------- | --- |
| 9     | George Williams    | Überdosis an Schlaftabletten            | Um Bree wieder für sich zurückzugewinnen, nimmt George bewusst Schlaftabletten, um von Bree gerettet zu werden. Doch nachdem Bree davon erfahren hat, dass George schuld am Tod von Rex ist, lässt sie ihn bewusst sterben. |
| 11    | Curtis Monroe      | Schussverletzung                        | Nachdem der Privatdetektiv ins Haus der Applewhites eingebrochen ist, erschießt er sich unabsichtlich mit seiner Dienstwaffe, als eine Treppenstufe unter ihm einbricht.                                                    |
| 23    | Ralph              | Autounfall                              | Der Gärtner des Solis, Ralph, wird von einem Bus überfahren, als er einen Stuhl von der Fahrbahn holen will, da er von Carlos dafür bezahlt wurde, seine Sozialstunden zu verrichten.                                       |
| 23    | Noah Taylor        | Abschaltung seiner Herz-Lungen-Maschine | Noah Taylor bekommt von seinem Enkel Zachary Young seine Herz-Lungen-Maschine abgeschaltet, um das gesamte Vermögen seines Großvaters erben zu können.                                                                      |
| 24    | Matthew Applewhite | Schussverletzung                        | Matthew Applewhite wird von einem Scharfschützen der Polizei erschossen, als er eine Waffe auf Bree Van de Kamp richtet und sie ermorden will.                                                                              |